# Фортузи, Омер
Омер Фортузи (алб. Omer Fortuzi; 25 апреля 1895, Тирана, Османская империя — 25 сентября 1980, Салоники, Греция) — албанский политический и государственный деятель. Министр национальной экономики Албании. Мэр Тираны (1940—1943). предприниматель.

## Биография
Учился в английской гимназии в Стамбуле, Турция, затем окончил Университет экономики и социальных наук в Риме, Италия.
Его отец Хамди Фортузи занимался, в основном, экспортом шкур крупного рогатого скота. После его смерти продолжил бизнес отца. Известен также, как инженер-строитель, соавтор проектов ряда важных зданий, построенных в Албании: Hotel dei Dogi (Volga) в Дурресе, Министерства окружающей среды Тираны и т. д. Был субподрядчиком итальянской компанией Staccioli при строительстве дорог, канализации министерств и прочего.
Избирался почётным президентом Торговой палаты Тираны, затем в течение 3 лет занимал должность мэра Тираны (1940—1943).
Покинул Албанию до установления режима Энвера Ходжи и поселился в Италии. Жил в Риме.